# Cavallets de Felanitx

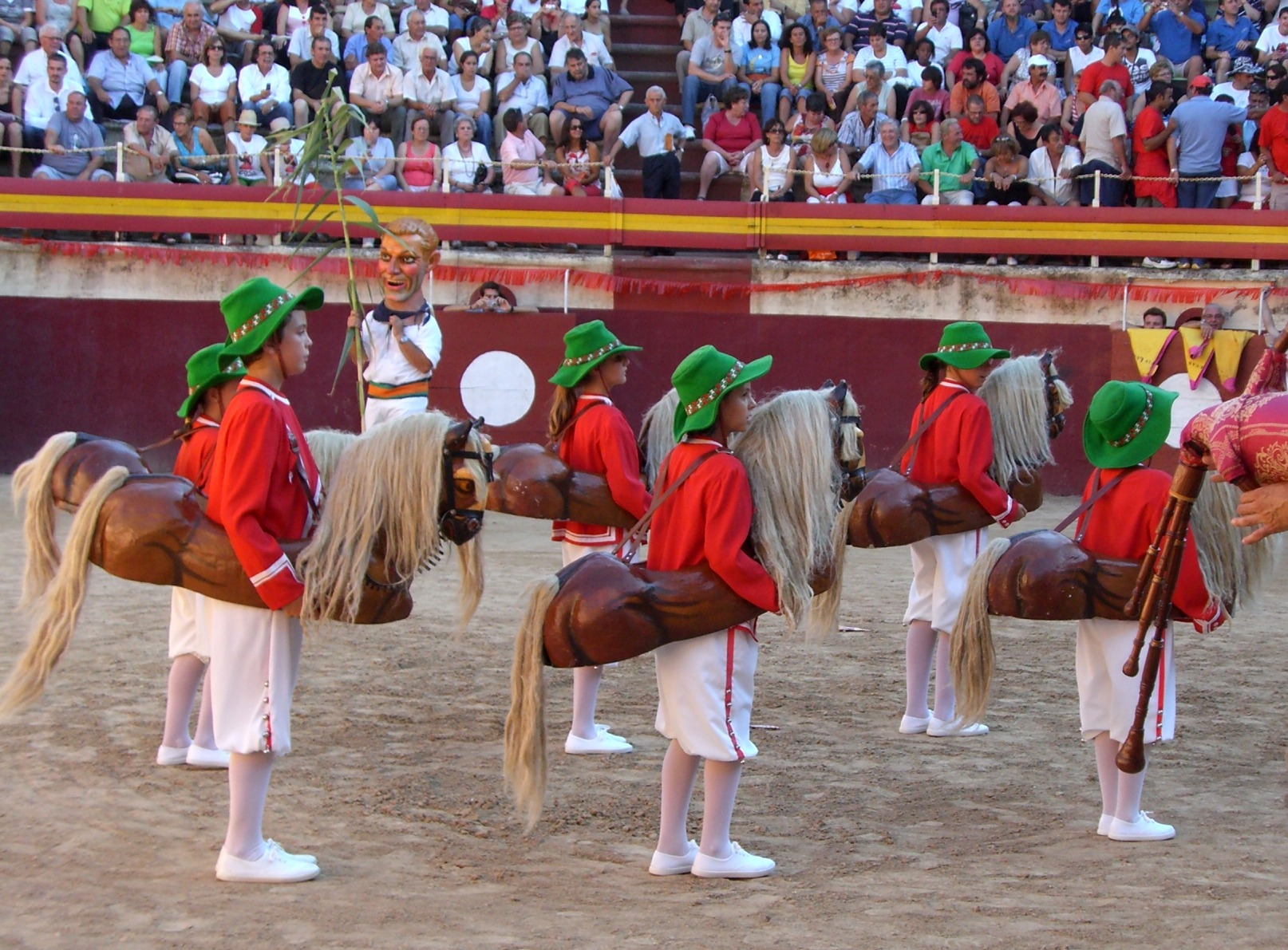
Cavallets de Felanitx

Els cavallets de Felanitx són un grup de dansadors de Felanitx, Mallorca, format per set al·lots, dels quals sis són cavallets col·locats per diferents tipus de fileres que van variant, per al final, retre's submisos a la figura "principal" que és la dama, que és la darrera component del grup i a la qual els cavallets han de mirar constantment, car ella els guia. Tenen tot el gust de cultura popular mediterrània, tant pel seu joc de colors com per la forma d'executar la dansa, com pel nombre d'elements que hi prenen part. Juntament amb ells, hi juguen uns personatges molt populars que simbolitzen l'autèntica festa i que, amb uns vestits de dimoni, corren d'un lloc a l'altre encalçant als al·lots per tal d'arruixar-los amb la forca de donarda, que fa més por que mal. També van acompanyats pels gegants i caparrots.

## Origen
Els cavallets és un conjunt de danses rituals de Felanitx. Aquests balls van aparèixer al segle xvii, concretament des de la fundació del Convent de Sant Agustí, l'any 1603. L'església va mantenir aquestes danses tradicionals fins a la desamortització de 1835, quant a partir de 1881 el mateix Ajuntament va fer-se'n càrrec. Els cavallets és un grup compost per 6 cavallets i una dama (al seu començament era un grup totalment masculí), generalment entre 10 i 13 anys.

## Vestimenta
CavalletsEl seu vestit es compon d'espardenyes i calces blanques, calçons blancs un poc bufats fins part davall dels genolls, amb un rivet vermell a la part exterior de cada cama, del qual pengen uns cascavells (que a l'hora de ballar afegeixen percussió a la música de les xeremies, flabiol i tamborí que els acompanya).
Pel cos vesteixen una guerrera vermella amb rivets blancs tancada amb botons i pel cap un capell verd amb l'ala esquerra doblegada per amunt i travada amb un floc. Porten una figura de cavall passada pel cos.
DamaVa vestida amb unes espardenyes blanques amb una roseta de color rosa damunt l'empena, unes calces blanques, faldes i faldetes blanques amb randes (unes 5 faldes una damunt l'altre). Pel cos dur una guerrera verda amb randes i pel cap un capell vermell amb l'ala de davant doblegada cap amunt i travada amb un floc. A la mà esquerra du un ramillet d'alfabeguera i a la mà dreta un mocadoret fi, ben brodat i amb randes precioses, amb el qual marca el compàs i donen les entrades a cada un dels balladors durant el ball.

## Dies de ball i on
- Els cavallets surten a ballar el matí del dia de la patrona de Felanitx, SANTA MARGALIDA; així com l'horabaixa del "dissabte" o vigília del dia de la santa (19 i 20 de juliol).

- I el matí del dia de SANT AGUSTÍ; així com l'horabaixa de la vigília del sant (dia 27 i 28 d'agost).

## Llocs on ballen
- L'Ajuntament.
- Bar "Sa Recreativa".
- En el cantó entre el carrer Major i el carrer Miquel Bordoy.
- Residència Verge de Sant Salvador.
- A l'Escalinata de Sant Miquel.
- A la Plaça d'Espanya.
- Casa de Cultura.
- Plaça de Toros "La Macarena".

Els llocs es van alternant segons el dia.

## Nom dels balls
- Canvis
- Pas Nou
- Passeig
- Cadenilles
- Potadetes
- Rotllet
- S'Envestida
- Esses velles
- Esses noves

Curiosament, la música de ses Esses, que només se ballen el dia de la festa dins la Parròquia o dins el Convent, està agafada de la marxa militar que es va fer popular, dedicada al mariscal Riego.
Quan van d'un lloc a l'altre van fent la marxa.

## Música
Generalment toquen Es Rotllet i Es Pasdoble que és el que ballaven els cavallets durant tot el temps de la dictadura i que ara han esdevingut les melodies més populars. Altres tocades són: Sa Processó, S'Acompanyada (ritme binari), Ses Potadetes i Ses Esses (de ritme ternari).